# Disperatamente Giulia (miniserie televisiva)
Disperatamente Giulia è una miniserie televisiva del 1989 diretta da Enrico Maria Salerno e tratta dal romanzo omonimo scritto da Sveva Casati Modignani nel 1986. Interpretata da Tahnee Welch, Fabio Testi e Dalila Di Lazzaro, racconta della travagliata storia d'amore, iniziata poco dopo la fine del secondo conflitto mondiale, tra la scrittrice Giulia De Blasco e il medico Ermes Corsini.

## Trama
Giulia De Blasco viene concepita nel 1940, in piena seconda guerra mondiale, nata da una breve relazione extraconiugale tra Carmen, una contadina, ed un partigiano di nome Armando Zani, e cresce con la madre senza mai conoscere il nome del vero padre. Da adolescente, Giulia si innamora, ricambiata, di Ermes Corsini, uno studente di medicina, ma i due sono costretti a lasciarsi in quanto il ragazzo non ha ancora le possibilità economiche per costruirsi una famiglia stabile.
Qualche anno dopo, Ermes diventa un chirurgo di fama mondiale, mentre Giulia intraprende la carriera giornalistica e si sposa con un collega, Leo Rovelli, nonostante non abbia mai dimenticato Ermes, che rimane il grande amore della sua vita. La giovane ottiene anche un buon successo come scrittrice, suscitando però le invidie del marito, dal quale nel frattempo ha avuto un figlio, Giulio.
Le strade di Ermes e Giulia si incontrano nuovamente quando lei deve essere operata per un tumore, e tra i due si riaccende la scintilla. Giulia riesce a superare la malattia proprio grazie ad Ermes, ma la loro storia d'amore sembra destinata a non trovare pace, in quanto i due si trovano a sottostare ai complotti dell'acida moglie di Ermes, Marta, che ha una relazione con Leo, marito di Giulia.

## Distribuzione
La miniserie, composta da 6 puntate, è andata in onda dal 24 settembre al 9 ottobre 1989 ogni domenica e lunedì in prima serata su Canale 5, conquistando una media di 6.438.000 di telespettatori.